# 3,5-다이아이오도티로닌
3,5-다이아이오도티로닌(영어: 3,5-diiodothyronine, 3,5-T2)은 아이오도티로닌 계열의 활성형의 갑상샘 호르몬이다. 내부 고리의 3번 위치와 5번 위치에 각각 아이오딘 원자가 위치해 있다.

## 생물학적 효과
3,5-다이아이오도티로닌은 활성형의 갑상샘 호르몬이다. 3,5-다이아이오도티로닌은 갑상샘 호르몬에 대한 갑상샘 호르몬 수용체 베타(TR-β)를 자극하여, 에너지 소비를 증가시킨다. 3,5-다이아이오도티로닌은 심근 조직 및 뇌하수체에 작용성 효과(갑상샘 호르몬의 효과와 유사한 효과)를 가지며, 이는 3,5-다이아이오도티로닌이 갑상샘 자극 호르몬(TSH)의 방출을 억제하도록 한다. 3,5-다이아이오도티로닌은 전자전달계의 복합체 IV 인 사이토크롬 c 산화효소의 다른 자리 입체성 조절 인자이다. 3,5-다이아이오도티로닌은 사이토크롬 c 산화효소의 다른 자리 입체성 조절 저해제인 아데노신 삼인산(ATP)이 사이토크롬 c 산화효소와 상호작용하는 것을 방해함으로써 사이토크롬 c 산화효소의 활성을 증가시킨다.

## 임상적 중요성
정상갑상샘 질환 증후군에서 3,5-다이아이오도티로닌의 농도가 증가한다. 이것은 정상갑상샘 질환 증후군 환자를 갑상샘 호르몬 대체 요법으로 치료하지 못하는 이유를 설명할 수 있게 해준다.

## 같이 보기
- 3,3'-다이아이오도티로닌